# Saint-Ouen (Jersey)
Pour les articles homonymes, voir Saint-Ouen.
Saint-Ouen (Saint Ouën en jersiais) est l'une des douze paroisses de Jersey dans les îles Anglo-Normandes. Située au nord-ouest de l'île, Saint-Ouen est la plus grande paroisse par la superficie, couvrant 8 341 vergées (15 km2).
Étant la paroisse la plus éloignée de Saint-Hélier et la majeure partie de son territoire formant une péninsule, Saint-Ouen a la réputation d'être la plus traditionnelle des paroisses de Jersey.

## Histoire
La paroisse de Saint-Ouen fut un fief de la puissante famille de Carteret issue de la noblesse normande. La terre de Saint-Ouen fut concédée au sire de Carteret par Guillaume Longue-Épée jarl des Normands de 932 à 942.
Renaud Ier de Carteret (1055-1106), chevalier et seigneur de Carteret, fut le premier seigneur de Saint-Ouen dans son fief du manoir de Saint-Ouen. En 1156, Philippe Ier de Carteret donna au Mont-Saint-Michel l'église Saint-Ouen ainsi que la chapelle Sainte-Marie avec une petite habitation où fut établi un prieuré.

## Culture
Un certain nombre des auteurs les plus influents de Jersey sont originaires de Saint-Ouen. George Francis Le Feuvre (1891-1984), qui a écrit sous le nom de plume de « George d'la Forge », était l'un des auteurs les plus prolifiques de la littérature jersiaise du XXe siècle. Frank Le Maistre (1910-2002), le compilateur Dictionnaire Jersiais-Français (1966), a beaucoup fait pour normaliser le jersiais de Saint-Ouen en langue littéraire. Edward Le Brocq (1877-1964) a rédigé de 1946 à 1964 une colonne hebdomadaire dans le journal racontant la vie et les opinions de Ph'lip et de Merrienne, deux personnages saint-ouennais.
Les Saint-Ouennais sont traditionnellement surnommés les Gris Ventres en référence à la couleur grise de la laine non teinte des jerseys portés par les hommes de cette paroisse qui les distingue des hommes des autres paroisses dont les jerseys sont généralement bleus.
Saint-Ouen comprend un certain nombre de sites préhistoriques et de monuments mégalithiques situés notamment dans la zone protégée des Landes, notamment le dolmen des Monts Grantez, le dolmen La Hougue des Géonnais et le site préhistorique du Pinacle qui contient également l’un des rares sites gallo-romains identifiables à voir à Jersey, les fondations d’un fanum (petit temple).
Au nord-ouest, les ruines du château de Grosnez constituent un point de repère qui figure également sur la pièce de cinquante pence de Jersey. L'église Saint-Laurent, le long de la route A 10, a un chœur du XVe siècle.
Le champ de courses de Jersey se trouve également aux Landes.

## Cueillettes
Bien que la paroisse de Saint-Ouen ne soit pas, à la différence des autres paroisses de Jersey, subdivisée en vingtaines, mais en six cueillettes (tchilliettes en jersiais), ces dernières élisent néanmoins des « vingteniers ».
Ce sont :
- la Petite Cueillette (La P'tite Tchilliette en jersiais) ;
- la Grande Cueillette (La Grand' Tchilliette) ;
- la Cueillette de Grantez (La Tchilliette dé Grantez) ;
- la Cueillette de Millais (La Tchilliette dé Millais) :
- la Cueillette de Vinchelez (La Tchilliette dé Vînchelez) ;
- la Cueillette de Léoville (La Tchilliette dé Iouville).

Saint-Ouen forme un district électoral et élit un député.

## Démographie
En 2011, la paroisse a 4 097 habitants.
| 3612                     | 3685 | 3803 |
| Statistiques depuis 1991 |      |      |

## Jumelage
- Coutances (France)

## Natifs de Saint-Ouen
- George F. Le Feuvre (1891-1984), écrivain normand
- Louisa Gould (1891-1945), résistante britannique
- Frank Le Maistre (1910-2002), écrivain normand

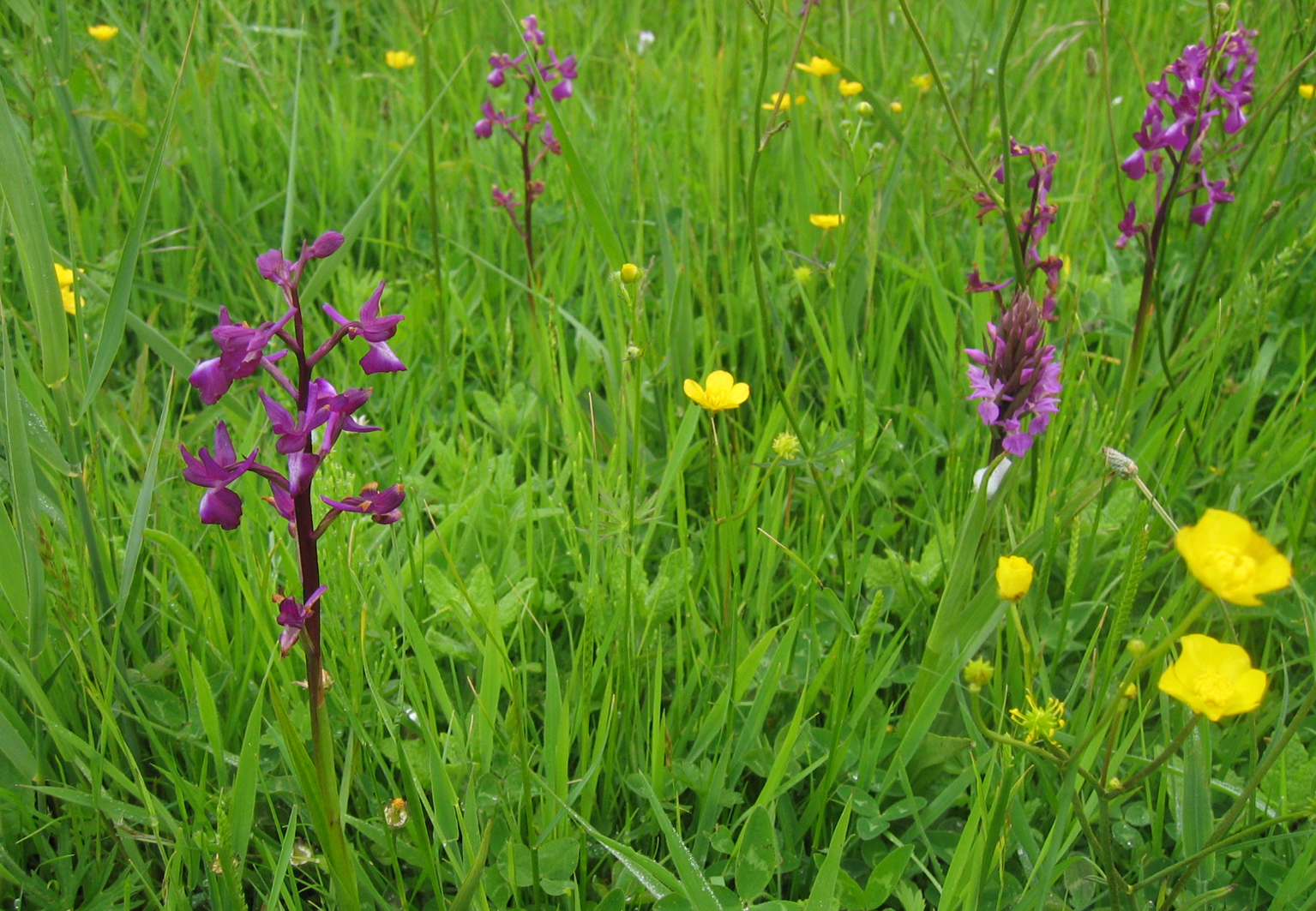
L'orchidée, « Le Noir Pré », dans les marais de la baie de Saint-Ouen.
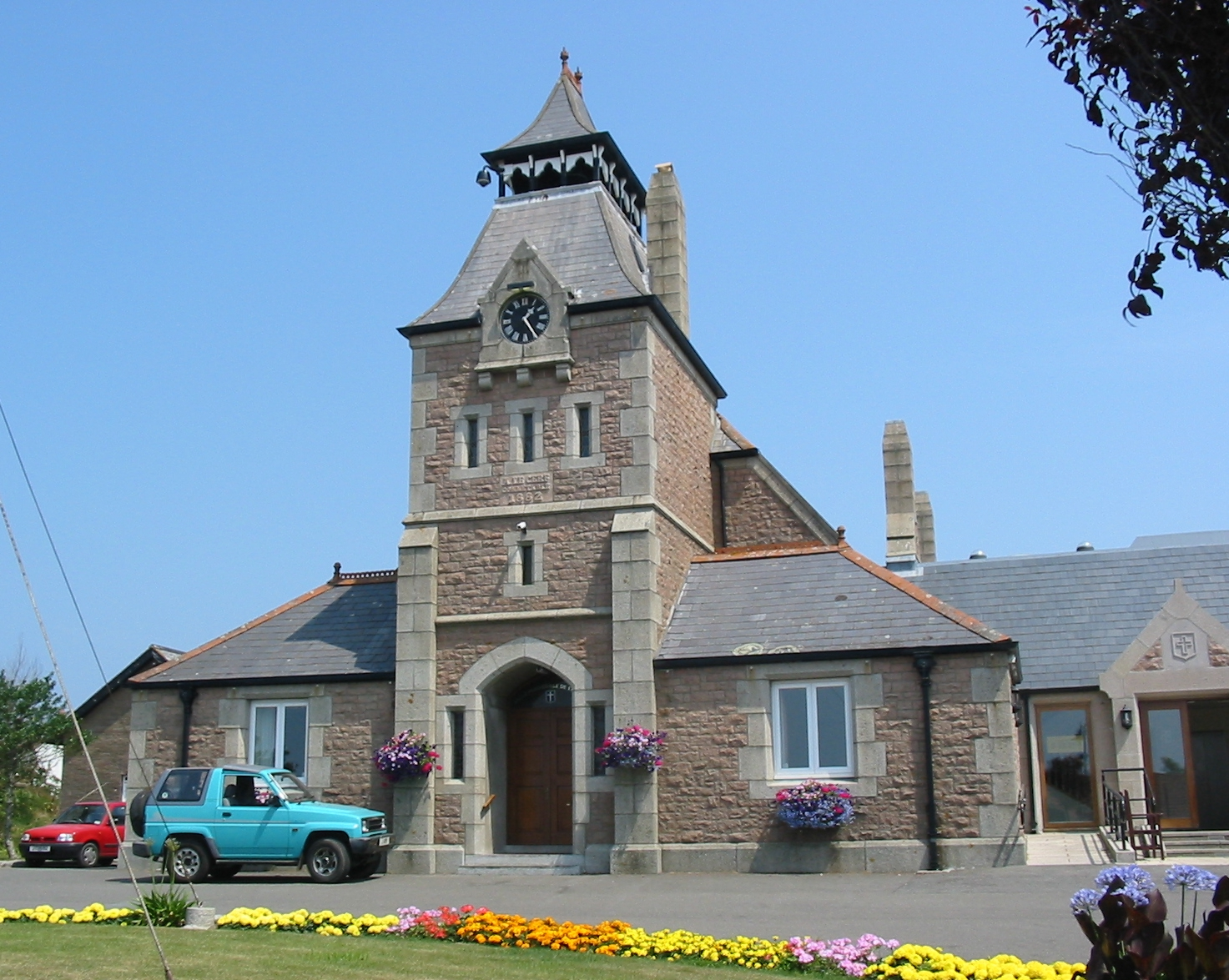
Salle paroissiale de Saint-Ouen.
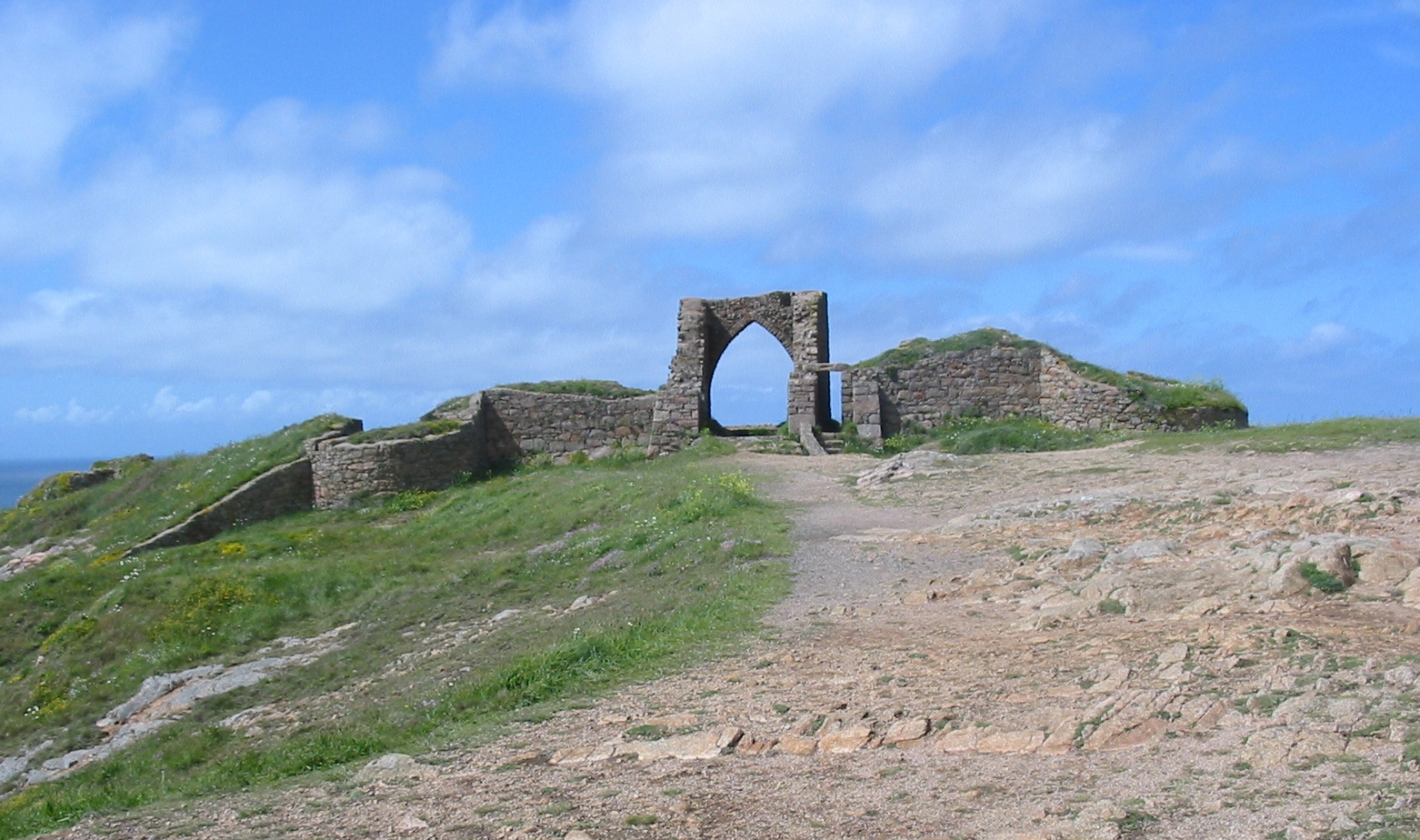
Ruines du château de Grosnez.
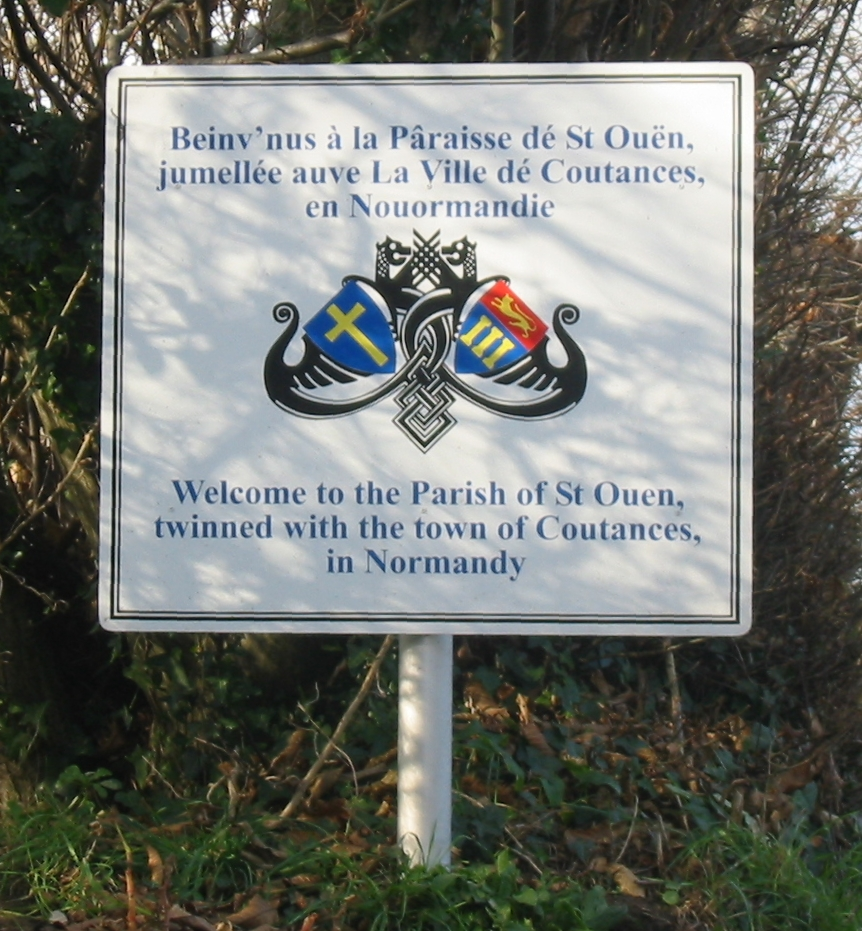
Panneau de jumelage.
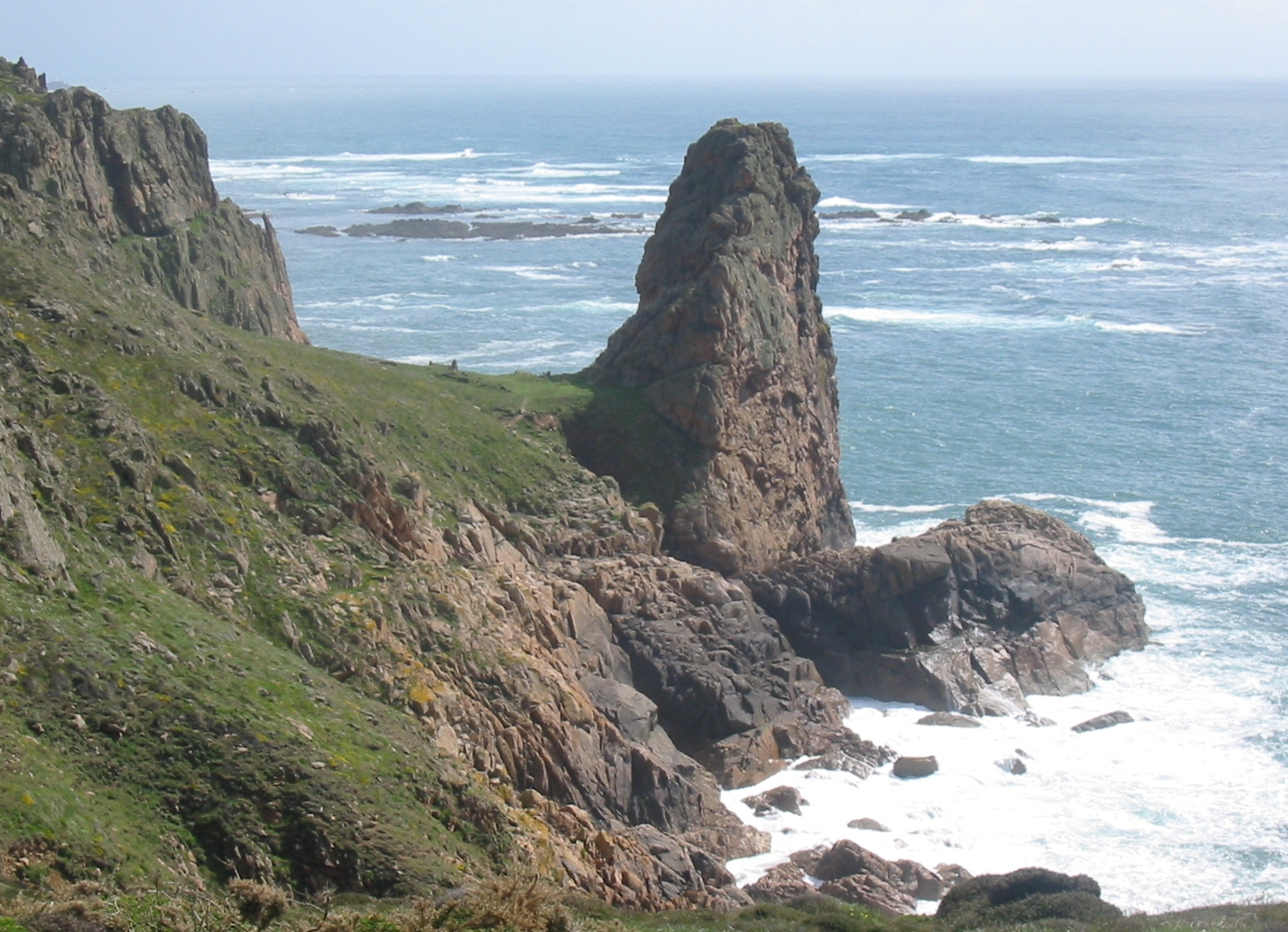
Site préhistorique du Pinacle.
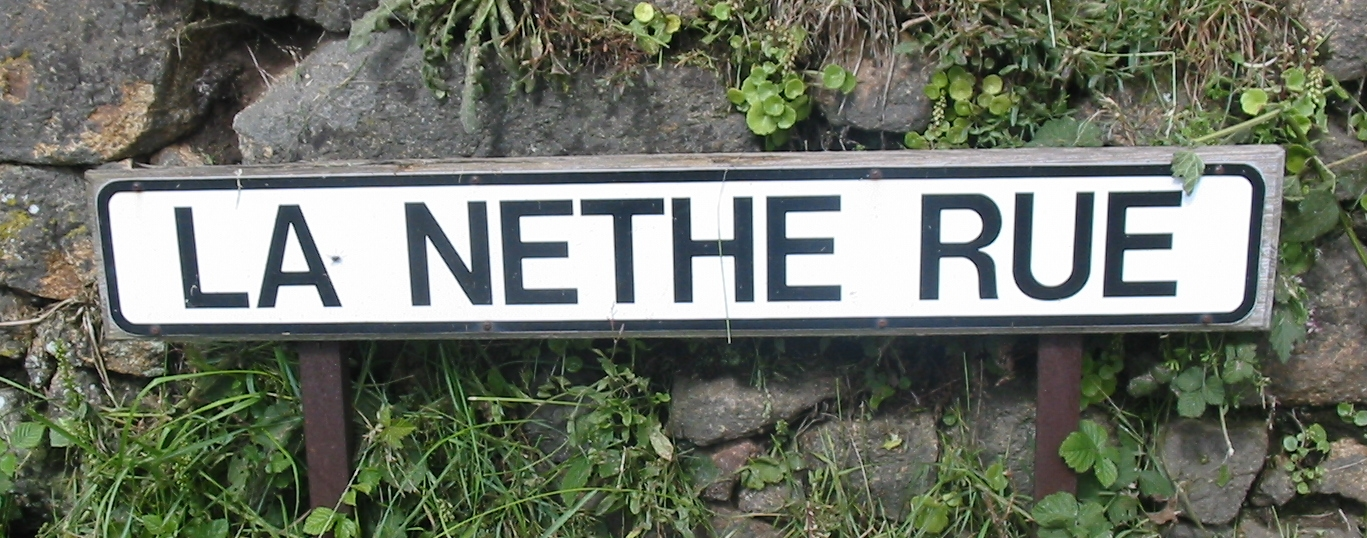
Plaque de La Néthe Rue (Rue noire en jersiais).
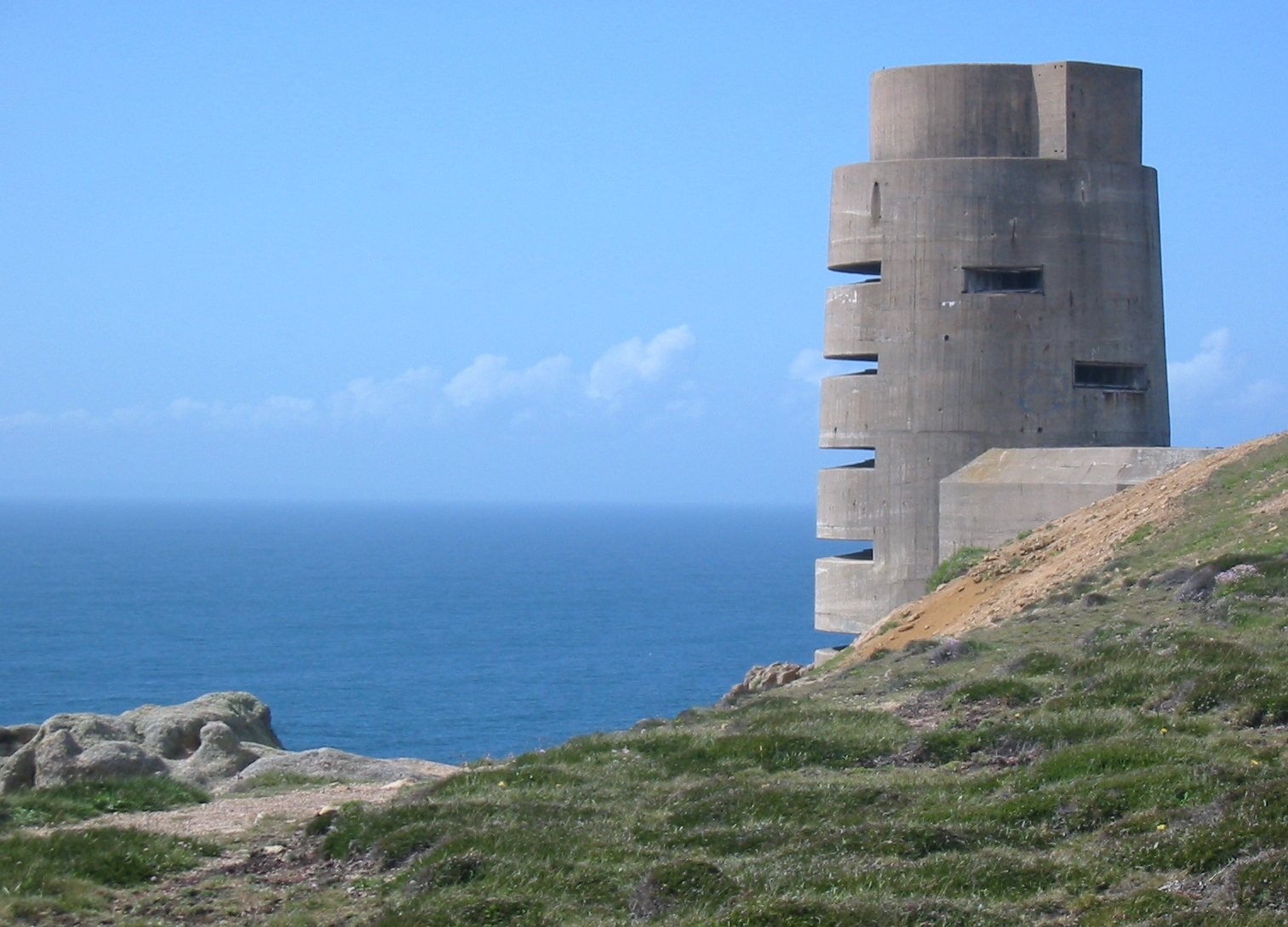
Tour d’observation des Landes datant de l'occupation allemande.
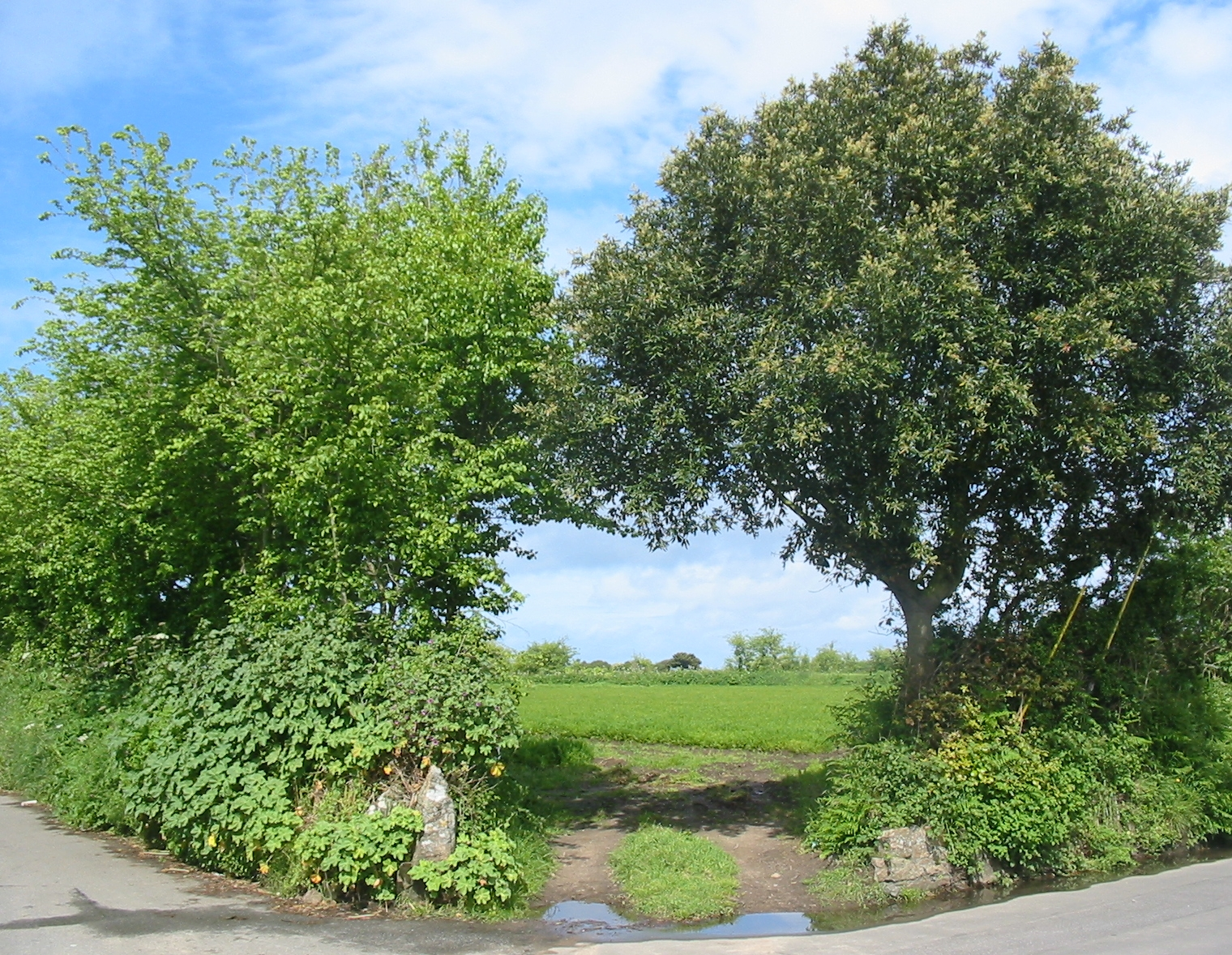
Entrée d’un champ à Saint-Ouen.
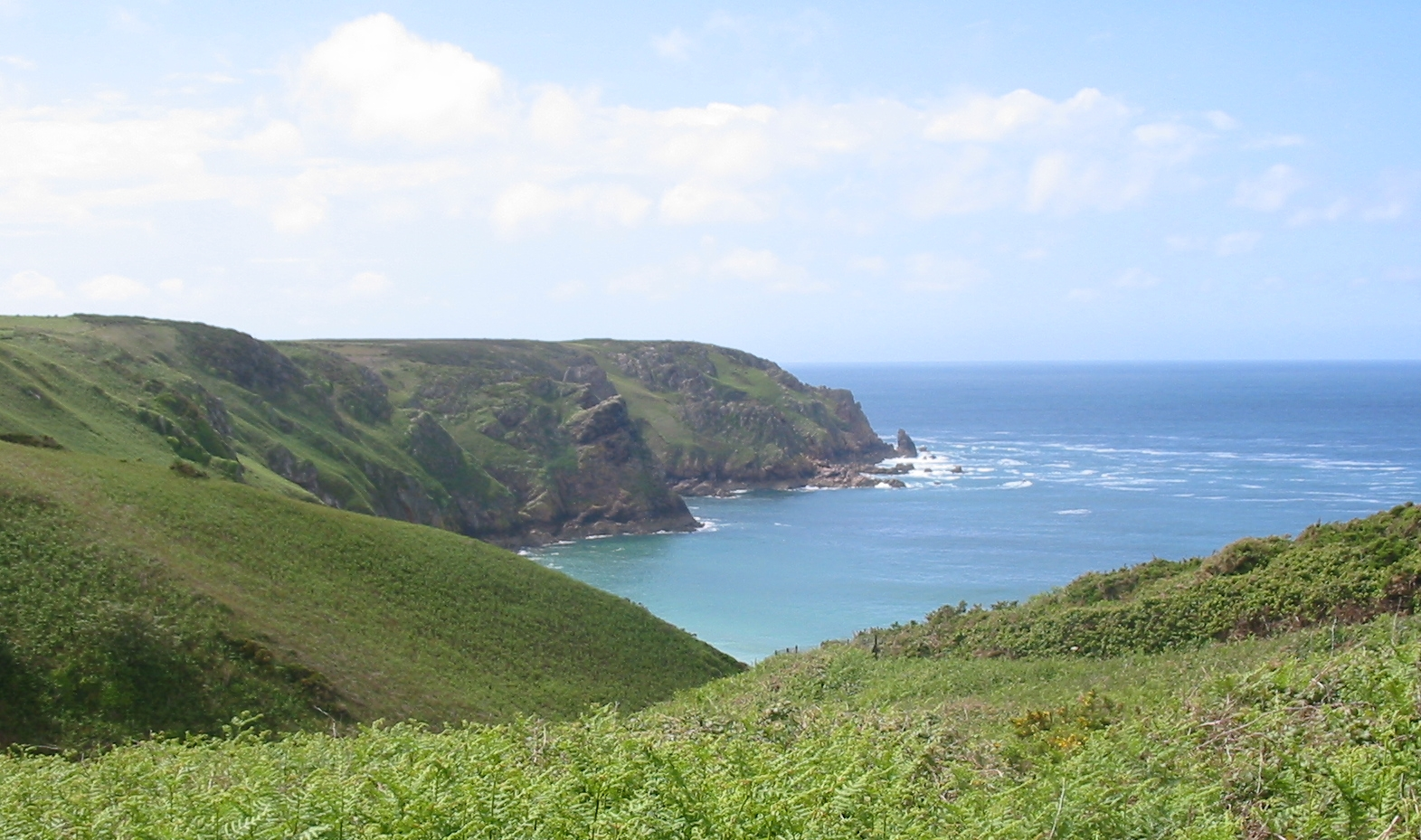
Falaises à Plémont.
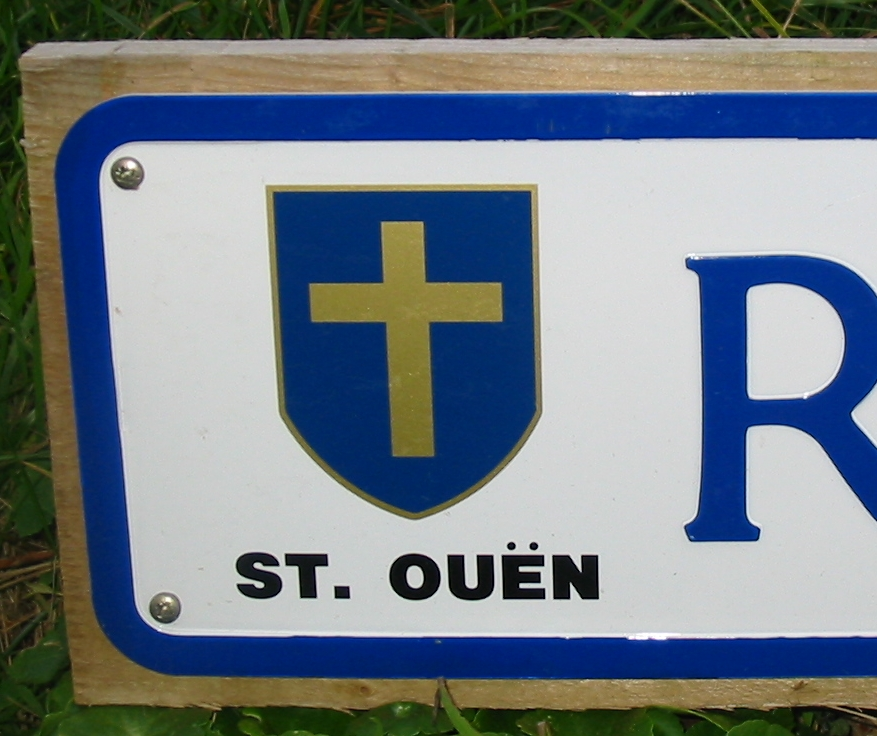
Blason paroissial avec orthographe jersiaise du nom de la paroisse sur une plaque de rue.
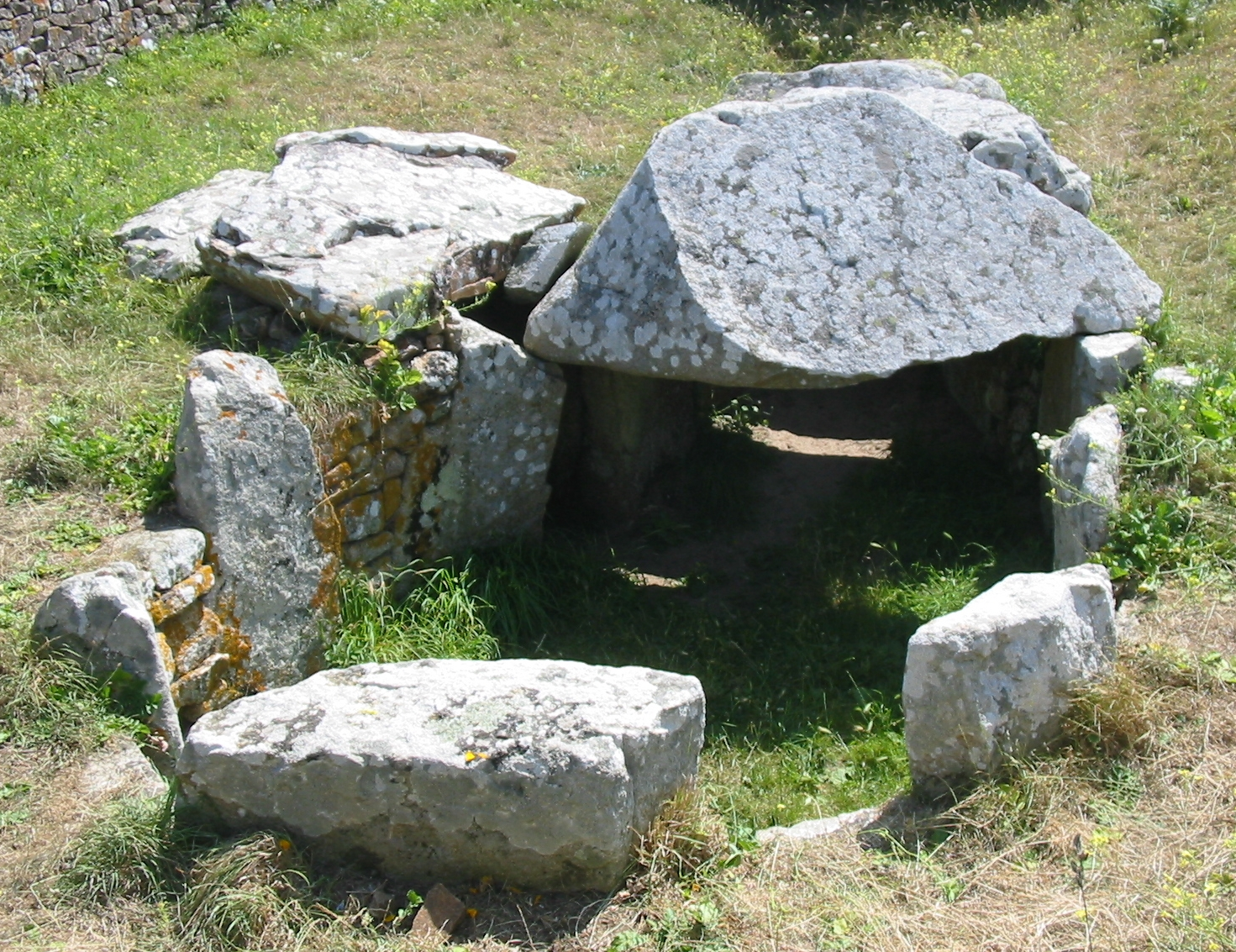
Le dolmen des Monts Grantez dans la Cueillette de Grantez.
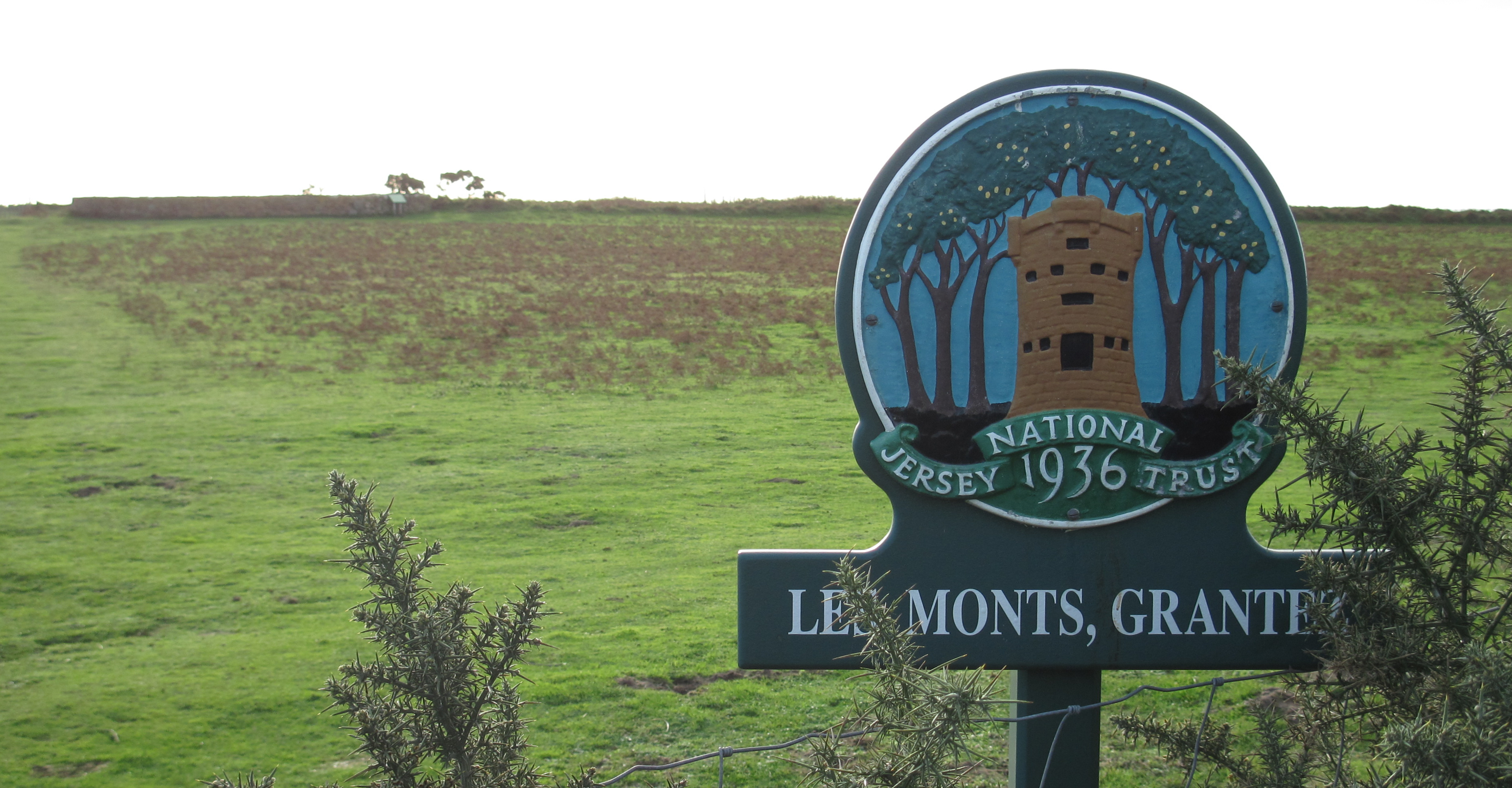
Panneau signalétique des Monts Grantez.